# Йокинен, Юсси
Ю́сси Йо́кинен (фин. Jussi Jokinen; род. 1 апреля 1983, Калайоки, Оулу) — финский хоккеист, левый нападающий. Призёр Олимпийских игр и чемпионатов мира в составе сборной Финляндии.
У него есть младший брат Юхо, который играет в SM-liiga за «Кярпят».

## Карьера

### Клубная
Йокинен был выбран под общим 192-м номером на драфте НХЛ 2001 года командой «Даллас Старз». Он провёл четыре сезона, играя в SM-liiga за «Кярпят», прежде чем дебютировать в Национальной хоккейной лиге. В свой дебютный год в в сезоне 2005—2006 Юсси приобрёл хорошую репутацию в НХЛ.
16 ноября 2007 года Йокинен забил четыре шайбы в победном матче против «Колорадо Эвеланш» (6:1).
26 февраля 2008 года Юсси Йокинен вместе с Джеффом Хэлперном и Майком Смитом был обменян в «Тампу-Бэй Лайтнинг» на драфт-пик 4-го раунда драфта 2009 года, Брэда Ричардса и Йохана Холмквиста.
4 февраля 2009 года Юсси был выставлен на драфт отказов, а уже 7 февраля был обменян в «Каролину Харрикейнз» на Уэйда Брукбанка, Йозефа Мелихара и драфт-пик 4-го раунда драфта 2009 года.
29 июня 2009 года Йокинен подписал двухлетний контракт с «Харрикейнз» на сумму $3,4 млн. ($1,5 млн. в сезоне 2009-10 и $1,9 млн. в сезоне 2010-11).
В сезоне 2011-12 Йокинен набрал 46 очков, став вторым бомбардиром команды после Эрика Стаала.
В сезоне 2012-13 был выставлен «Каролиной» на драфт отказов, а затем обменян в «Питтсбург Пингвинз» на условный выбор на драфте.
Летом 2014 года подписал 4-летний контракт с «Флоридой Пантерз» на сумму $ 16 млн.
После 3 лет во «Флориде», где Йокинен набрал 132 очка в 231 матче и один раз сыграл в плей-офф, «пантеры» выкупили последний год контракта. Юсси подписал однолетний контракт с «Эдмонтон Ойлерз» с зарплатой $ 1,1 млн. 15 ноября 2017 года был обменян в «Лос-Анджелес Кингз» на Майкла Каммаллери. 16 января 2018 года был выставлен «королями» на драфт отказов, откуда его забрал «Коламбус Блю Джекетс». В дедлайн был обменян в «Ванкувер Кэнакс» вместе с Тайлером Моттом на Томаса Ванека. Таким образом, за один сезон Юсси поиграл в 4 командах. В 2021 году завершил карьеру

### Международная

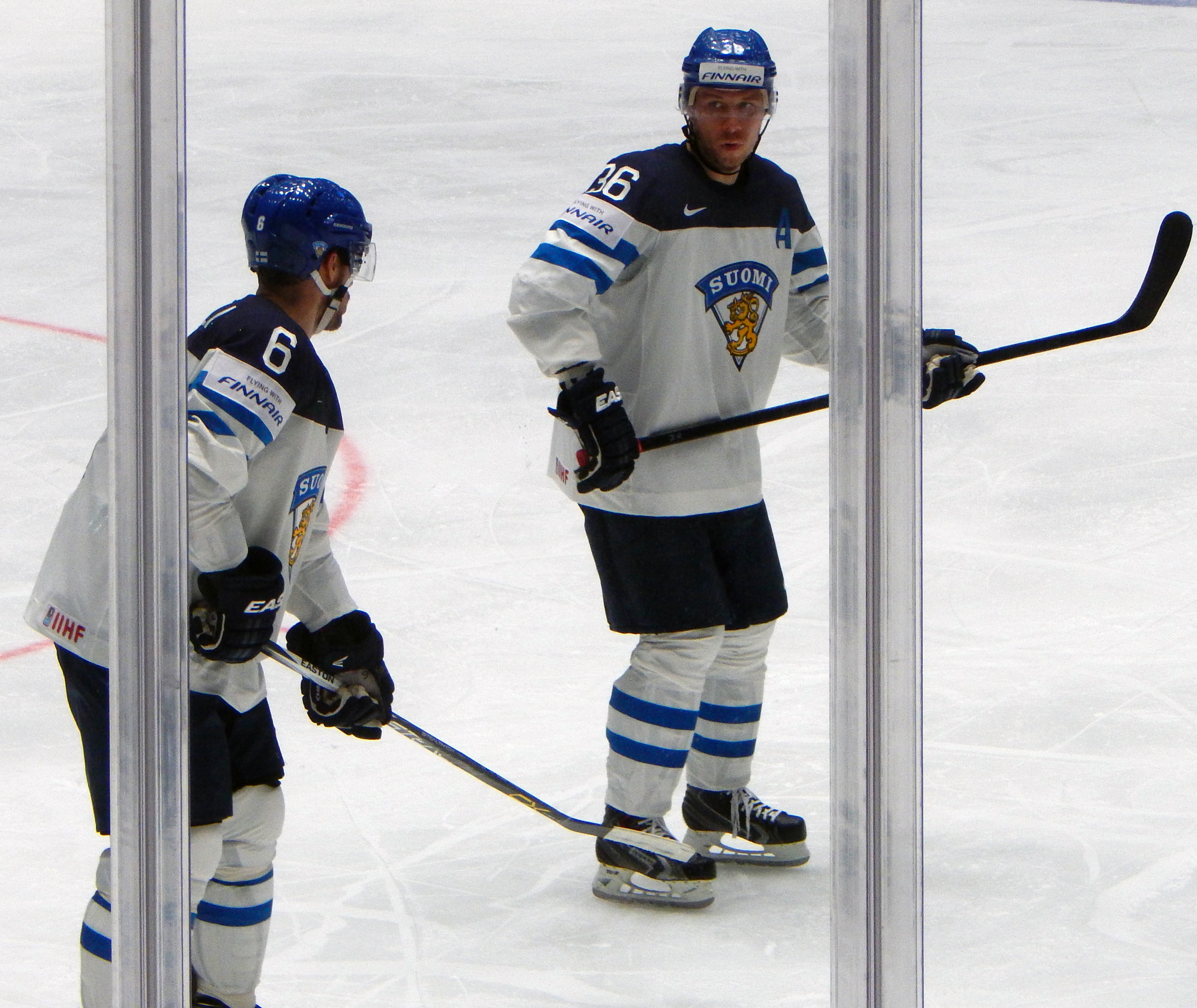
Топи Яакола (слева) и Юсси Йокинен (справа) на чемпионате мира 2016

В составе сборной Финляндии Йокинен принимал участие в семи чемпионатах мира и двух Олимпийских играх (2006 и 2014). Главный тренер сборной Финляндии Юкка Ялонен не включил Юсси в заявку на Олимпийские игры 2010 года, после чего подвергся жёсткой критике. Наиболее результативным для Юсси стал чемпионат мира 2015 года — 11 очков (3+8) в 8 матчах.

## Статистика
| Легенда | Легенда                    | Легенда | Легенда                   | Легенда | Легенда    |
| ------- | -------------------------- | ------- | ------------------------- | ------- | ---------- |
| И       | Количество проведённых игр | Штр     | Штрафное время            | +/−     | Плюс-минус |
| Г       | Голы                       | П       | Голевые передачи          | О       | Очки       |
| -       | Статистика неизвестна      | —       | Статистика не учитывалась |         |            |